# Mormoops megalophylla
Mormoops megalophylla é uma espécie de morcego da família Mormoopidae. Pode ser encontrada na América Central e no norte da América do Sul.